# Allomorphia sulcata
Allomorphia sulcata är en tvåhjärtbladig växtart som beskrevs av Carlo Hansen. Allomorphia sulcata ingår i släktet Allomorphia och familjen Melastomataceae. Inga underarter finns listade i Catalogue of Life.